# 片岡禮子
片岡禮子（日语：／ Kataoka Reiko */?，1971年12月20日—），日本女演員。片岡以電影《三心兩性》獲得電影旬報獎最佳女主角獎。

## 主要演出

### 電影
- 二十才の微熱（日语：二十才の微熱）（1993年） - 飾 鈴木賴子
- 虹の橋（1993年）
- 愛の新世界（日语：愛の新世界）（1994年） - 飾 アユミ
- 鬼火 (1997年电影)（日语：鬼火 (1997年の映画)）（1997年） - 飾 日野麻子
- 北京原人 Who are you?（日语：北京原人 Who are you?）（1997年） - 飾 竹井桃子
- 大逃殺【特別篇】（2001年）
- 三心兩性（ハッシュ! 2001年） - 飾 藤倉朝子
- 帰郷 (2004年电影)（日语：帰郷 (2004年の映画)）（2004年） - 飾 深雪
- 謹告犯人（2007年） - 飾 杉村未央子
- 真幌站前多田便利屋（2011年） - 飾 露露

### 電視劇
- 幪面超人響鬼（2005年） - 飾 朱鬼
- 不委曲的女人（2010年） - 飾 道生雪（第7、8、9、最終話）
- 他、丈夫、男友們（2011年） - 飾 草壁雅美
- 相棒 第13季 第3話（2014年） - 飾 永井多恵
- 刑事7人 第2季 最終話（2016年）- 飾 宮川奈美
- 深夜食堂 第4季 第31話（2016年） - 飾 木內晴美
- Signal 長期未解決事件搜查班 第1話（2018年）- 飾 田代京子
- 輪到你了（2019年）- 飾 兒嶋佳世
- 監察醫 朝顏 第6話（2019年）- 飾 黑岩多江
- Night Doctor 第1話（2021年）- 飾 美月的母親
- 少年的深淵（2022年）- 飾 黑瀨夕子
- 家庭教師寅子 第9話（2022年）- 飾 根津香苗
- 特搜9 第6季 第5話（2023年）- 飾 城川早紀
- 真夏的灰姑娘（2023年）- 飾 水島恭子
- 火星-零的革命- 第3話（2024年）- 飾 櫻庭友惠
- BILLION×SCHOOL 第5話（2024年）- 飾 松下瞳
- Monster 第8話（2024年）- 飾 栗本千佳
- 佔領放送局（2025年）- 飾 沖野聖羅

## 外部連結
- 片岡礼子 日記帳（页面存档备份，存于）（官方網誌）
- 片岡礼子網站（页面存档备份，存于） (官方網站)
- @jour_r（页面存档备份，存于） 片岡礼子 (@jour_r) - Twitter